# コンスタンティン・アクサーコフ

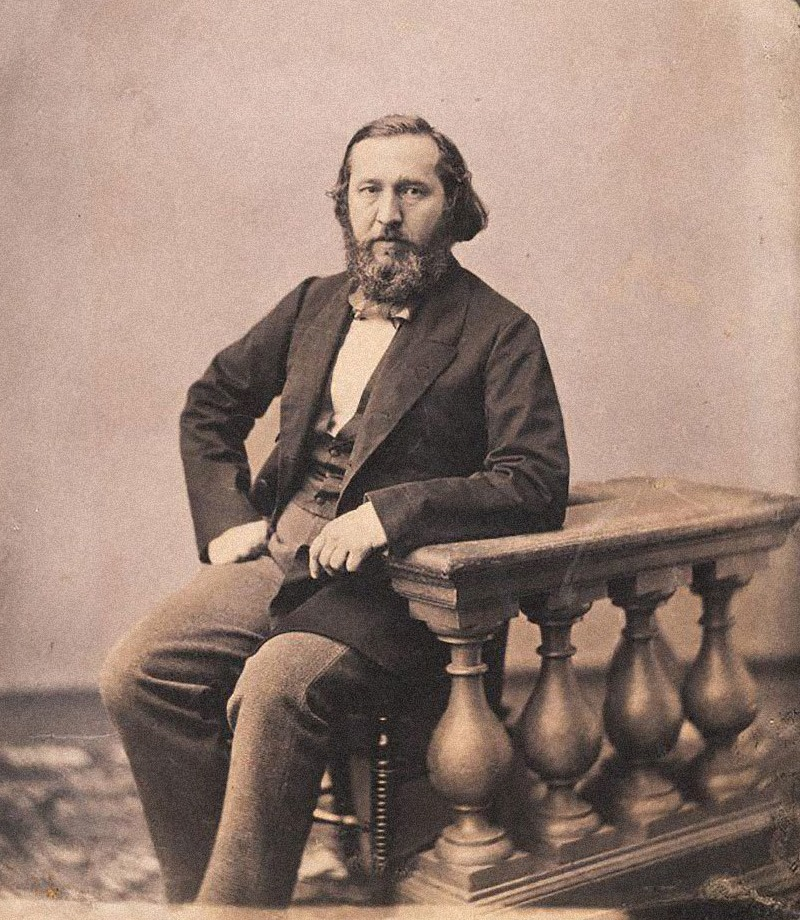
コンスタンティン・アクサーコフ

コンスタンティン・アクサーコフ（英語:Konstantin Sergeyevich Aksakov、ロシア語:Константи́н Серге́евич Акса́ков、コンスタンチンとも、1817年 - 1860年）は、ロシアの評論家、思想家、詩人。アクサーコフ兄弟の兄であり、弟は評論家、詩人のイヴァン・アクサーコフで、父は小説家のセルゲイ・アクサーコフである。
思想としてはスラブ派に該当し、スラブ派を代表する思想家である。親友としてはユーリー・サマーリンなどがいる。また、自然主義派であったアクサーコフは文芸批評家のヴィッサリオン・ベリンスキーと対立し、ピョートル1世の改革を批評した。